# Pieza dominicana
Pieza dominicana (лат.) — вид ископаемых короткоусых двукрылых насекомых из семейства Mythicomyiidae.

## Описание
Мелкие мухи с длиной 1,05 мм. Голова от тёмно-коричневой до чёрной. Грудь тёмно-коричневая (без жёлтых отметин), плевры чёрные, ноги тёмно-коричневые, апикальные сегменты лапок чёрные, брюшко тёмно-коричневое (снизу светлее). По наличию закрытой и треугольной первой субмаргинальной ячейкой крыла и по усиковому стилусу, размещённому субапикально на втором флагелломере
имеет сходство с современным видом Reissa roni Evenhuis & Báez и видом Riga toni Evenhuis из ровенского янтаря. Мезонотум Pieza как и у Reissa  сплющен дорзально. Глаза Pieza явно голоптические, как у Reissa и разделены расстоянием равным по ширине более чем 10 омматидиям. Обнаружены в эоценовом доминиканского янтаре (33—37 млн лет, или от 13 до 45 млн лет по другим данным). Вид был впервые описан в 2002 году диптерологом Нилом Эвенюисом (Center for Research in Entomology, Bishop Museum, Гонолулу, Гавайи, США) по голотипу в куске янтаря размером около 1 см. Родовое название дано в честь астероида (1796) Рига[уточнить]. Видовое название дано по месту обнаружения в доминиканском янтаре.